# Xenodamos
Xenodamos eller Xenodamo var en prins av Sparta i grekisk mytologi. Han var son till kung Menelaos av Sparta och nymfen Knossia av Kreta.